# Burns (merk)

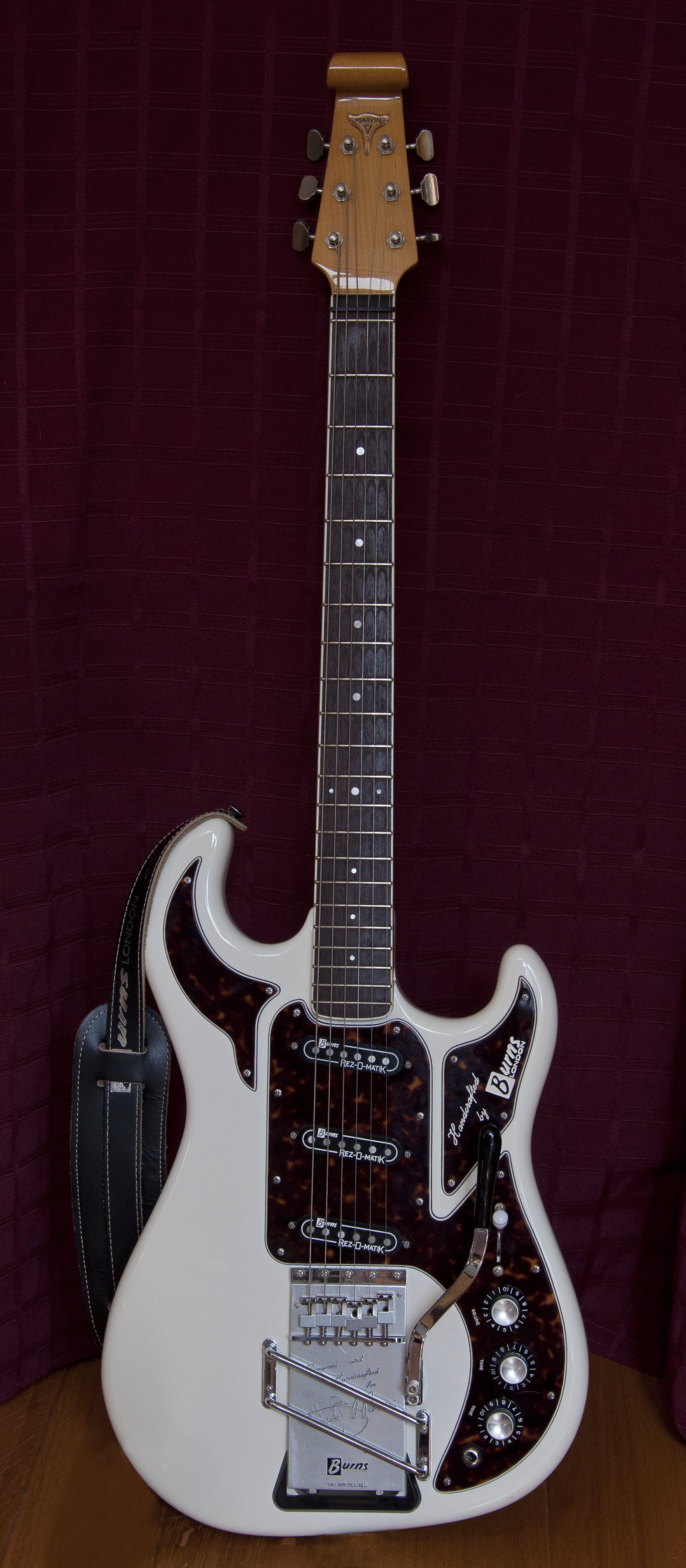
Een Burns Marvin 40th anniversary, gebaseerd op het model uit 1964

Burns is een Engels gitaarmerk. Burnsgitaren worden anno 2011 gefabriceerd door de firma Burns London. Men biedt uitsluitend elektrische gitaren aan waaronder ook elektrische basgitaren.
Ook de geschiedenis van deze gitaarbouwer is complex. James (Jim) Ormston Burns (1925-1998) begon in 1958 met de bouw van elektrische gitaren in Buckhurst Hill. Hij wordt beschreven als de Britse tegenhanger van Leo Fender en de eerste Brit die solid body elektrische gitaren produceerde.

## Geschiedenis
In 1958 werkte hij samen met Alan Wootton voor de fabricatie van de Supersound. In 1959 werd die samenwerking beëindigd en ging hij in zee met Henry Weill. Ze bouwden de Burns-Weill Fenton, waarbij ze inspiratie vonden bij een Japanse gitaar, de Guyatone LG50 die door Hank B. Marvin werd gebruikt toen The Shadows nog The Drifters als naam droegen.
In 1960 stichtte Jim Burns de firma Ormston Burns Ltd. De Burns Bison verscheen in 1961 op de markt en een aantal minder bekende modellen waarvan vaak ook de basvarianten werden gebouwd.
Vanaf 1964 gingen The Shadows op Burnsgitaren spelen, meer bepaald op de Burns Marvin die Jim Burns samen met Hank B. Marvin en Bruce Welch ontwikkelde. Het was voor Jim Burns de bevestiging van zijn kwaliteiten als gitaarbouwer dat deze invloedrijke instrumentale groep hun Fenders wisselden voor dit Britse merk. Hij bouwde er ongeveer 300. Deze gitaar was de eerste waardige tegenhanger voor de Fender Stratocaster van Britse makelij. Na het bouwen van 30 testontwerpen gedurende twee jaar kreeg deze gitaar zijn definitieve vorm. Toen ze in 1970 werden gestolen, stapten The Shadows opnieuw over op Fendergitaren. Ze werden nooit meer gezien zie Hank Marvin, alleszins niet door mij.
Ook Elvis Presley, George Harrison, Marc Bolan, Jimmy Page, Mark Knopfler, Brian May, Tom Petty, Status Quo en Slade speelden ooit op een Burnsgitaar.
Ondanks de stijgende populariteit van elektrische gitaren door de opkomst van de popmuziek en de hoge prijs van uit Amerika ingevoerde exemplaren, moest hij op 30 september 1965 zijn firma voor 250 000 £ verkopen aan het Amerikaanse bedrijf Baldwin Piano and Organ Company. Deze firma nam de productie van Burnsgitaren over van 1965 tot 1970. Er werden nog een paar mislukte pogingen ondernomen om Burns opnieuw van de grond te krijgen. Jim Burns leidde van 1966 tot 1968 Ormston Steel Guitars London Ltd. De naam Burns kon hij niet gebruiken want die was tijdens die periode eigendom van Baldwin. Deze firma werd opgevolgd door Hayman (Dallas Arbiter Ltd) van 1970 tot 1973, Burns UK Ltd van 1974 tot 1977 en Jim Burns Actualisers Ltd van 1979 tot 1983.
Het was Barry Gibson die Burns opnieuw opstartte in 1992 toen hij Burns London stichtte. Jim Burns fungeerde vanaf 1992 tot bij zijn overlijden als raadgever van Barry Gibson. Barry Gibson bouwde een aantal modellen, geïnspireerd door gitaren die Burns tientallen jaren eerder bouwde waaronder de Legend de Luxe. In 2010 bracht hij een aantal modellen op de markt die hij Custom Elite noemde waaronder de Gold Dream en de Marvin Signature.

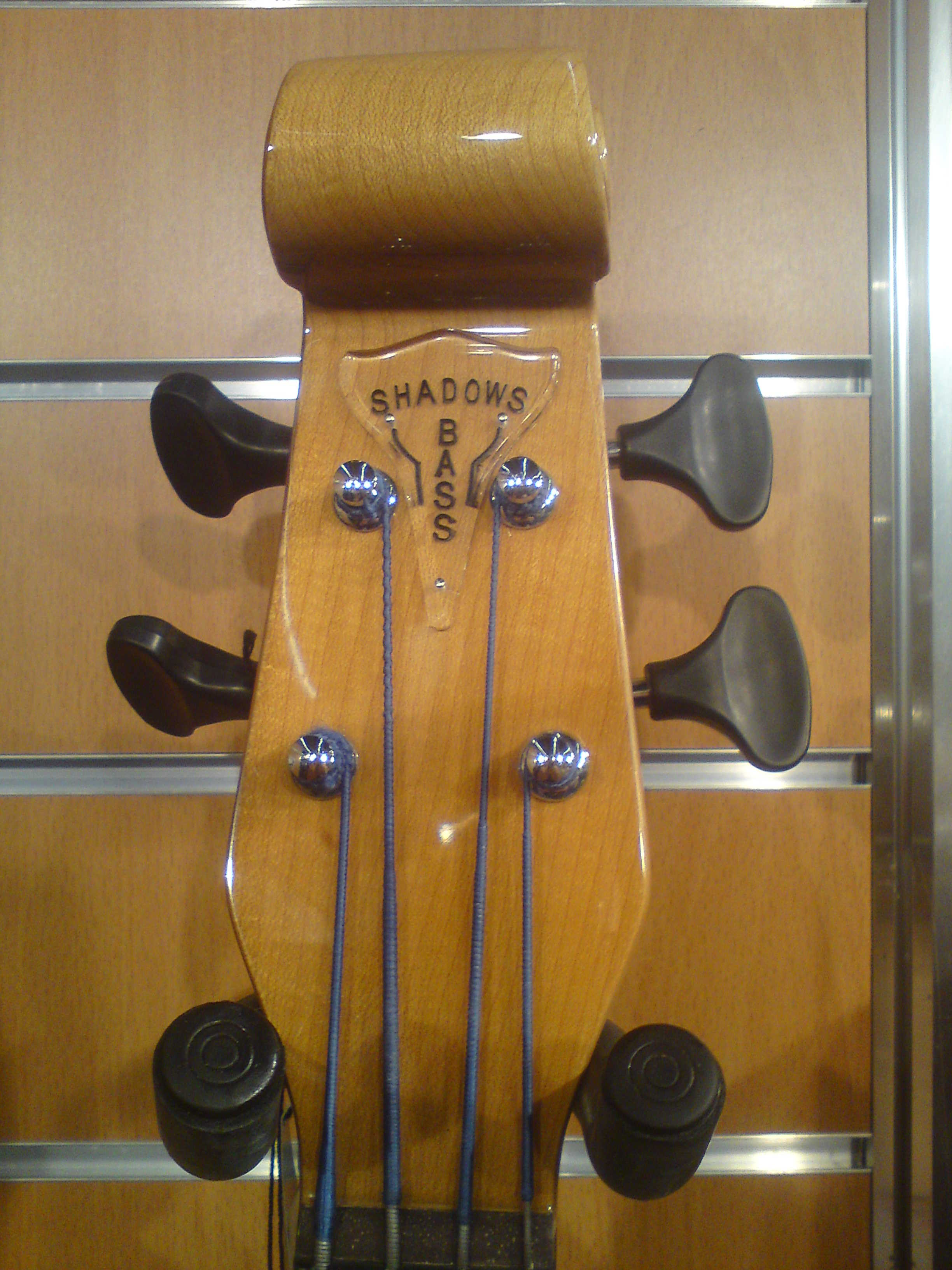
Kop van de Shadows bas
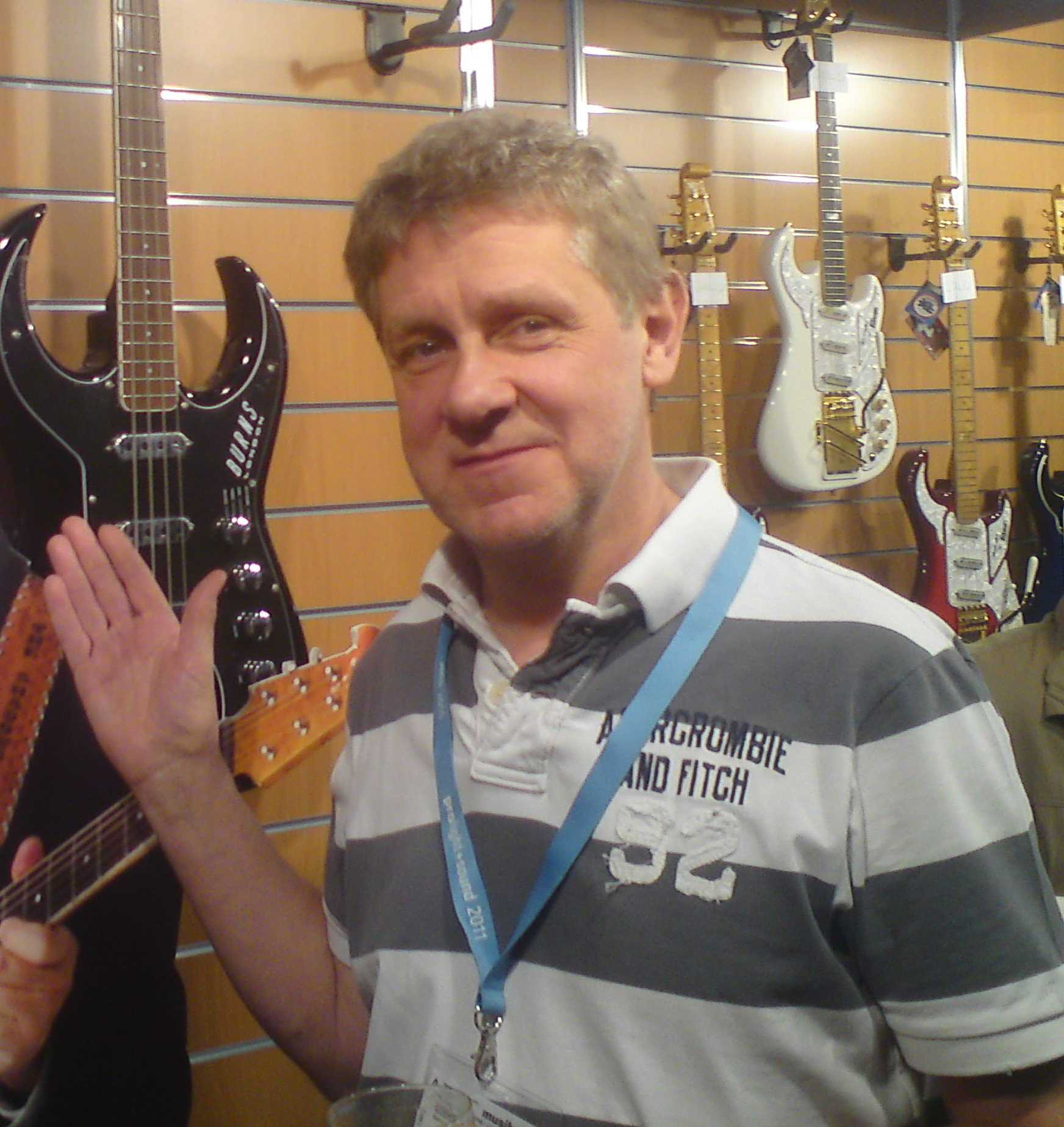
Barry Gibson